# ジム・フジーリ
ジム・フジーリ（Jim Fusilli 1953年7月17日 - ）は、アメリカ合衆国のジャーナリスト、エッセイスト、著作家。
NPRのAll Things Consideredにも寄稿者として活動。

## 経歴
（https://www.shinchosha.co.jp/writer/3638/）
ニュージャージー州ホーボーケン生。イタリア系アメリカ人の家庭に育つ。
『NYPI』（邦訳は講談社文庫刊）から始まった探偵小説のシリーズのうち、「HARD,HARD CITY」は2004年ミステリー・インク・マガジンのベスト・ノベルに選ばれた。
ウォール・ストリート・ジャーナルなどにロックやポップスに関する寄稿をしている。
『ペット・サウンズ』はロックの名盤をテーマにしたContinuum社の「33 1/3」シリーズの一冊として刊行された。

## 邦訳作品
- 『ペット・サウンズ』村上春樹訳、新潮社、新潮クレスト・ブックス、2008年2月